# Julien Lootens
Julien Lootens, fue un ciclista belga, nacido el 2 de agosto de 1876 en Wevelgem, Bélgica, siendo su data de defunción el 5 de agosto de 1942 en Bruxelas, Bélgica. Participó en los cuatro primeros Tour de Francia, siendo su mejor posición la del Tour de Francia 1903, quedando séptimo clasificado.

## Palmarés
1903
- 2.º en el Campeonato de Bélgica de Ciclismo en Ruta

1906
- 3.º en el Campeonato de Bélgica de velocidad

## Resultados en el Tour de Francia
Durante su carrera deportiva ha conseguido los siguientes puestos en el Tour de Francia:
| Carrera         | 1903 | 1904 | 1905 | 1906 |
| --------------- | ---- | ---- | ---- | ---- |
| Tour de Francia | 7º   | Ab.  | 20º  | Ab.  |

## Enlaces Wikipedia francés
- Julien Lootens (Wikipedia en francés)